# Barnvakt

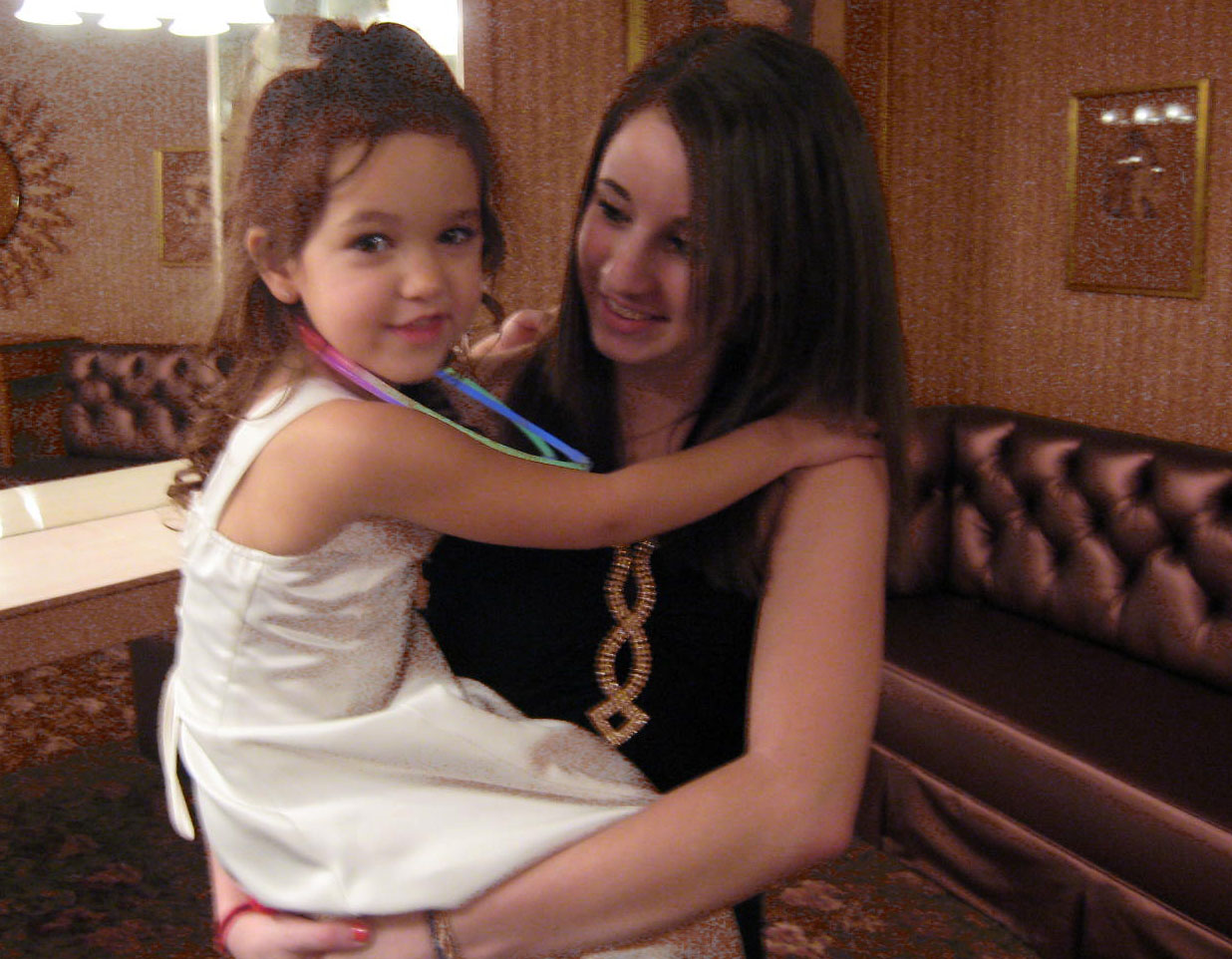
En flicka med sin barnvakt.

En barnvakt är en person som mot eller utan betalning under antingen en längre eller en kortare tid tar hand om andra barn än sina egna. Oftast handlar det bara om några timmar. Till skillnad från en barnflicka eller anställda barnskötare inom barnomsorgen har en barnvakt sällan anställning, utan utför bara sysslan tillfälligt och till skillnad från en barnflicka förekommer sällan andra större arbetsuppgifter, undantaget kan vara matlagning av de måltider som barnvakten och barnet äter tillsammans. Däremot finns det företag som erbjuder barnpassning.
I Sverige är barnpassning berättigad av RUT vilket är 50 % av arbetskostnaden.

## Fiktiva barnvakter
- "Vicky" (Fairly Odd Parents)